# Fruchtständer

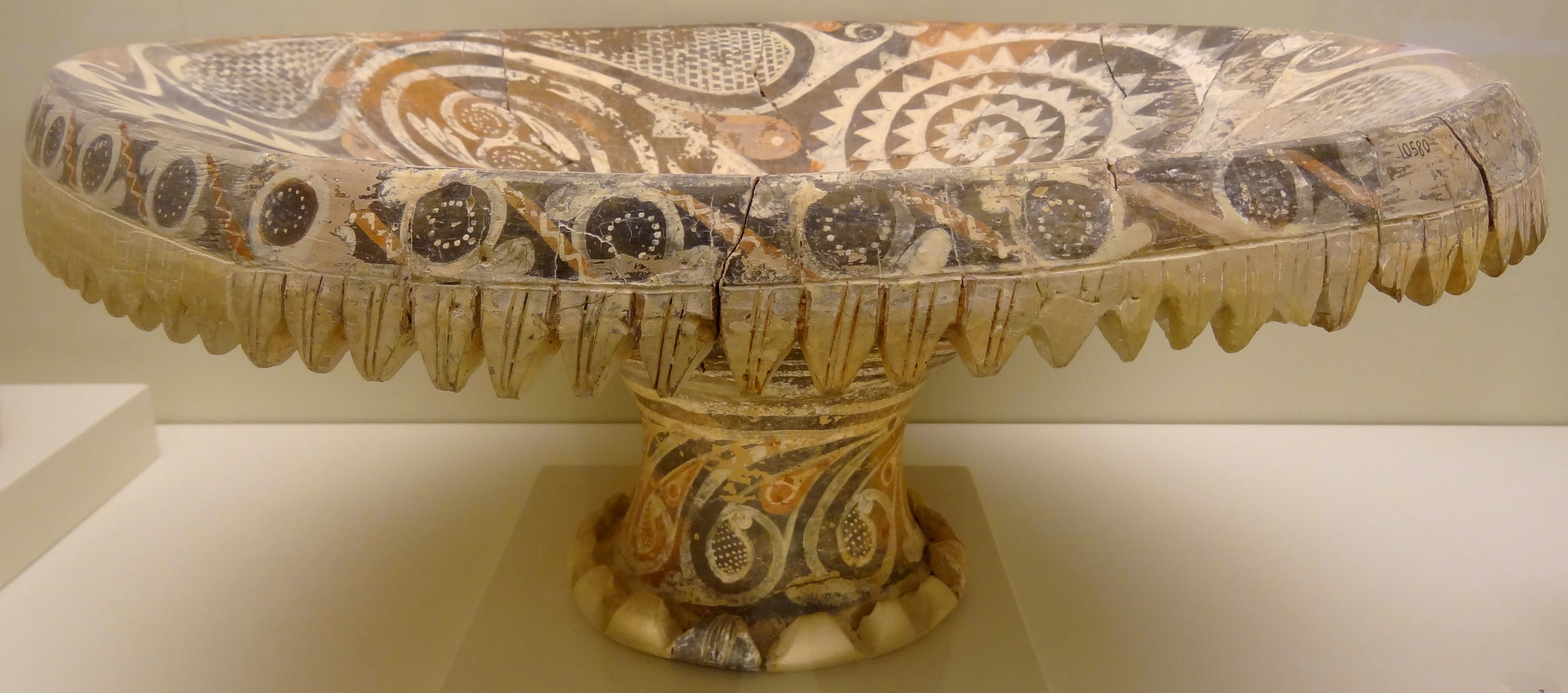
Fruchtständer im Archäologischen Museum von Heraklion

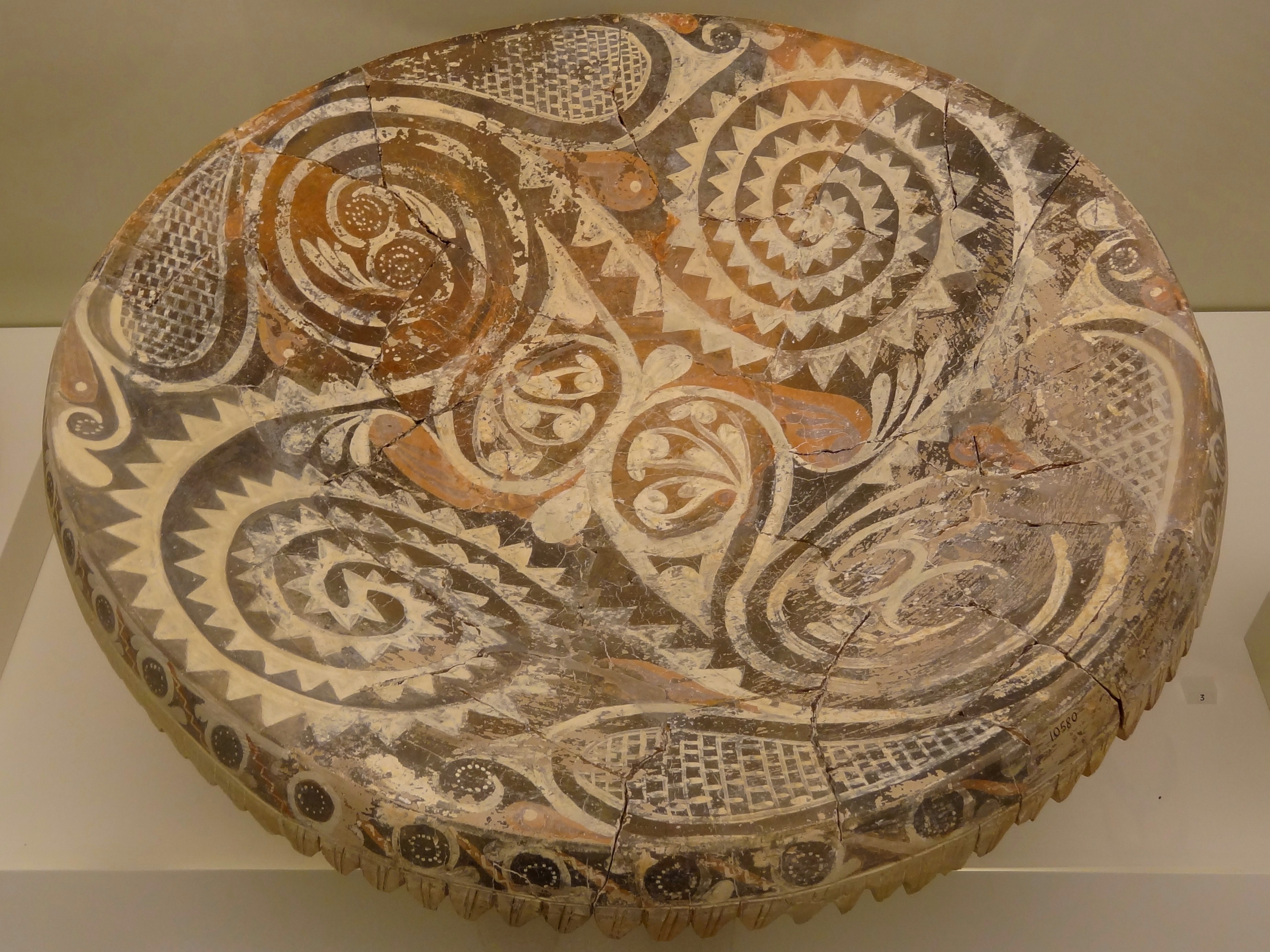
Fruchtständer von Heraklion von oben

Als Fruchtständer bezeichnet man in der Archäologie ein Gefäß mit sehr hohem Fuß, das dem Aufbewahren von Früchten diente. Fruchtständer waren vor allem in vorderasiatischen (speziell assyrischen und mesopotamischen) Kulturen während der frühen Bronzezeit (2200 v. Chr. bis 800 v. Chr.), aber auch in prähistorischen Kulturen im südöstlichen Europa gebräuchlich.

## Beschreibung
Fruchtständer bestanden aus gebrannter oder ungebrannter Keramik, Schmuckstein oder Metall. Sie konnten aber auch aus verschiedenen Materialien zusammengesetzt sein. Typisch für Fruchtständer ist ein sehr hoher Standfuß, der eine bis mehrere, in bestimmten Abständen übereinander gestapelte Auflagen, bzw., Schalen trug, auf denen dann die Opfergaben präsentiert wurden. Fruchtständer konnten schmucklos sein, die meisten ausgegrabenen Exemplare sind mit eingeritzten oder mit Edelmetall aufgetragenen, manchmal auch aufgemalten Ornamenten und Symbolen verziert. Zur Erleichterung des Transportes waren viele dieser Ständer auch tragbar und mit einem oder mehreren Griffen, bzw. Henkeln versehen.

## Nutzung
Der Fruchtständer diente als ein Behältnis zur Darreichung und Präsentation von Obst vor einer bestimmten Gottheit oder einem Götzen. So fanden sich die meisten Exemplare an Eingängen zu rituellen Stätten oder Grabmälern oder in Sanktuarien. Fruchtständer waren häufig in mehrere Ebenen unterteilt, um so die darauf befindlichen Obstsorten voneinander trennen zu können, da verschiedene Früchte unterschiedliche kultische wie rituelle Bedeutungen hatten und/oder nur einer bestimmten Gottheit geweiht waren.